# Paweł Stok
Pour les articles homonymes, voir Stok.
Paweł Stok, né le 22 mars 1913, à Ternopil, en Ukraine et décédé le 18 août 1993, à Cracovie, en Pologne, est un ancien joueur polonais de basket-ball.

## Palmarès
- 3e du championnat d'Europe 1939
- Meilleur marqueur du championnat d'Europe 1946